# Heinrich Sauer (Mediziner)
Heinrich Sauer (* 21. September 1920 in Kiel; † 30. Dezember 1993) war ein deutscher Internist.

## Werdegang
Heinrich Sauer wurde 1920 in Kiel geboren. Nach dem Medizinstudium und der Habilitation für das Fach Innere Medizin war er von 1956 bis 1963 als Privatdozent und bis 1964 als apl. Professor an der I. Medizinischen Universitätsklinik in Hamburg  tätig (damalige Klinikdirektoren: H. H. Berg (bis 1960) und anschließend Heinrich Bartelheimer). Von 1966 bis 1985 war er der erste Direktor der Diabetesklink am Herz- und Diabeteszentrum Nordrhein-Westfalen in Bad Oeynhausen und hatte wesentlichen Anteil an der Entwicklung des Klinikums.
Heinrich Sauer verstarb 1993. Sein Grab liegt auf dem Berliner Waldfriedhof Frohnau.

## Würdigung
Sauer gilt als einer der Wegbereiter der modernen Diabetologie in Deutschland. In Würdigung seiner Verdienste wurde bis 2017 vom Diabeteszentrum im Herz- und Diabeteszentrum NRW der Heinrich-Sauer-Preis für herausragende Forschungsarbeit auf dem Gebiet der Stoffwechselmedizin vergeben.

## Ehrungen
- 1986: Paul-Langerhans-Medaille
- 1992: Ehrenmitgliedschaft der Deutschen Diabetes-Gesellschaft (DDG)[7]

## Veröffentlichungen (Auswahl)
- Diabetestherapie. Springer Kliniktaschenbücher, 1987
- Diagnostik des diabetischen Komas Dtsch Med Wochenschr 1967, 92(19): 894-897
- mit G. Strohmeyer, W. Dolle: Die Milchsäureacidose mit Exzesslactat. Dtsch Med Wochenschr 1965; 90(50): 2255-2259
- mit E. Schmolling, H. J. Siegeler: Schwangerschaftsführung und Geburtsleitung bei Diabetes mellitus. Dtsch Med Wochenschr 1965; 90(18): 817-825
- mit J. G. Rausch-Stroomann: Klinik und Therapie des Steroiddiabetes. Dtsch Med Wochenschr 1964; 89(45): 2130-2136
- Nephropathie und Retinopathie beim leichten Altersdiabetes. Dtsch Med Wochenschr 1956; 81(3): 94-97